# María Comnena (reina de Jerusalén)
María Comneno (1154-c.1217) era hija de Juan Ducas Comneno, dux de Chipre y de María Taronitissa, una descendiente de antiguos reyes armenios. Su hermana Teodora fue la esposa de Bohemundo III de Antioquía.

## Reina de Jerusalén

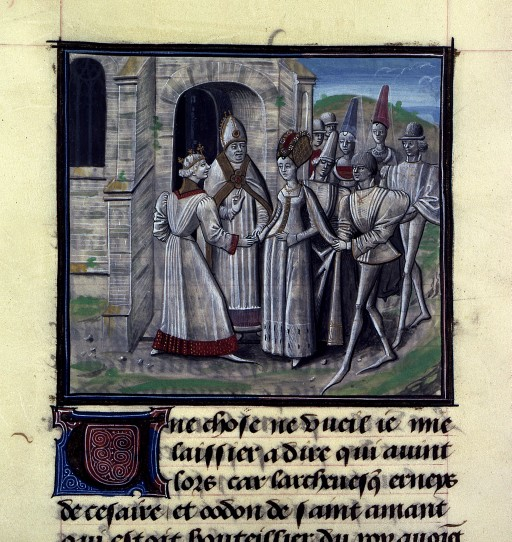
Matrimonio de Amalarico I de Jerusalén con María Comnena.

Después de la anulación de su primer matrimonio con Inés de Courtenay, Amalarico I de Jerusalén estaba ansioso por forjar una alianza con el Imperio Bizantino, por lo que solicitó una novia de sangre imperial a Manuel I Comneno. María era sobrina-nieta del emperador y aportó una rica dote, celebrándose el matrimonio el 29 de agosto de 1167.
María dio a luz a una niña en 1172, Isabel de Jerusalén, y a un niño nacido muerto en 1173. Un año más tarde murió Amalarico, convirtiéndose así en reina viuda.

## Segundo matrimonio
En 1177, María se casó con Balián de Ibelín, noble y militar que comandaba la defensa de Jerusalén cuando la ciudad cayó ante Saladino en 1187. Con él tuvo al menos cuatro hijos: Helvisa, Juan, Margarita y Felipe.
María y Balián apoyaron a Conrado de Montferrato en su lucha por la corona contra Guy de Lusignan. Ellos arreglaron la boda de Isabel, (hija de María con su anterior marido), con Conrado. Este apoyo les valió la enemistad de Ricardo Corazón de León y de sus cronistas, que apoyaban al otro candidato. 
El autor anónimo de Itinerarium Peregrinorum et Gesta Regis Ricardi escribió de ellos:

Inmersa en la inmudicia griega desde la cuna, ella tenía un marido cuyos valores morales competían con los propios: él era cruel, ella atea; él voluble, ella dócil; él infiel, ella fraudulenta

.

## Últimos años
Como abuela de Alicia de Champaña (hija de Isabel de Jerusalén y de Enrique V de Champaña), María llevó a cabo negociaciones matrimoniales en Chipre, para concertar el matrimonio de su nieta con Hugo I de Chipre. Esta es la última vez que aparece María. La fecha de su muerte es dudosa, pero no posterior a 1217.